# 朱啓鳳
朱啓鳳，号小笏，江蘇省常州府宜興縣人，清朝政治人物。同進士出身。

## 生平
光緒二年（1876年），參加丙子恩科會試，得貢士第114名。殿試登進士3甲第59名。同年五月（6月3日），經吏部掣簽，授即用知縣。

## 家庭
父亲朱志汾是道光二十九年（1849年）举人。弟朱啓勳等。